# Joan Vilamala i Terricabras
Joan Vilamala i Terricabras (Folgueroles, Osona, 25 d'abril de 1949) és un cantant, compositor, historiador, verdaguerista i escriptor de cançons, versos i auques. Va ser cofundador del grup Esquirols (1969-1985). Llicenciat en filologia catalana, ha exercit com a professor de llengua i literatura catalana en un institut de Manresa, on resideix des del 1972.
Per als Esquirols va escriure la lletra i/o la música de moltes cançons el període de 1969 a 1985. El 2009, va ser l'autor de la lletra de les cançons per a l'obra de teatre Trifulkes de la Catalana Tribu, de Víctor Alexandre, de les quals també hi ha un disc compacte, Història de Catalunya amb cançons 2.0, amb música de Toni Xuclà. El disc amb el sufix 2.0 fa referència al seu predecessor, el disc Història de Catalunya amb cançons, de Jaume Picas i d'Antoni Ros Marbà, editat per Edigsa el 1971. El 2014 es va estrenar el musical Onze.Nou.Catorze (1974), amb lletres de Vilamala i música de Xuclà, basat en el llibre homònim.
En qualitat d'historiador, ha participat amb altres autors en el llibre Folgueroles, societat i vida d'un poble, i és autor també de diversos articles i llibres sobre els Pujol, una nissaga d'escultors de gust barroc del segle xviii i segle xix, el més important dels quals és Josep Pujol i Juhí. En el marc de la poesia popular, és l'autor d'un conjunt d'unes tres-centes auques, que sovint s'han exposat a diversos indrets del país. Gran part d'aquestes auques s'han publicat amb la col·laboració de dibuixants acreditats com ara: els germans Jaume Gubianas i Valentí Gubianas, Picanyol, Pilarin Bayés, Anna Clariana, Isaac Bosch o Manel Fontdevila. A més, des 2007 escriu mensualment versos amb el pseudònim Lo Gaiter del Calders a la revista manresana El Pou de la Gallina.

## Obra
Lletra i música
- àlbum Fent camí (Edigsa, 1975): «Fent camí», «El cucut», «…i va callar», «Conte medieval», «Riu avall».
- àlbum Colze amb colze (Edigsa 1976): «Al banderer de la pau» (lletra), «El joc d'obrir gàbies», «Endevinalles d'istes», «Ahir va començar», «No ho diguis a ningú», «Cançó Brindis», «L'ampolla i el got» (lletra), «Cada dia és un nou pas» (lletra).
- àlbum Torna, torna, serralonga (Edigsa, 1980): «Corrandes vénen» (lletra).
- àlbum Com un anhel (Edigsa, 1982): «Són els teus ulls», «Pirates de l'oest», «Captaire com sóc».[3]
- Joan Crosas & Joan Vilamala: cançoner Les cançons d'Esquirols, 152 pàgines, ISMN M-69210-239-7. Autoedició: 1978, 1979, 1980, 1981; Editorial Claret: 1984; Dinsic, Publicacions Musicals, s.d.: 2004.

Obra poètica
- amb Jaume Gubianas (il·lustracions), Història de Catalunya en dotze cançons i una auca. Les cançons de les Trifulkes de la Catalana Tribu, Sant Vicenç de Castellet, Edicions Farell, 2011; publicat com a CD amb música de Toni Xuclà, Història de Catalunya en cançons, Sabadell, Picap, 2009.
- Cançons, auques i badalls, Pagès Editors, 2013.

No-ficció
- amb O. Portel, Cançoner Verdaguerià. Ed. Casa-Museu Verdaguer, 2000, 97 pàgines, ISBN 8476023979.
- Antologia de Jacint Verdaguer. Col·lecció Biblioteca Didàctica de Literatura Catalana Ed. Barcanova, 1997, 2a edició 2001, 3a i 4a edició 2002.
- Antologia de Jacint Verdaguer. Col·lecció Antaviana Jove. 2003.
- Antologia poètica i alguns fragments de prosa de Verdaguer Editorial Hermes, 1999, 2a edició 2002.
- L'obra dels Pujol. Escultors de la Catalunya central (segle xviii-segle xix). Editorial Farell, 2000.
- Verdaguer, poeta de Catalunya. Vídeo sobre la vida i obra de Verdaguer. Eumo, 1988 1a edició, 2a edició 2008.
- Els Pujol, escultors, una nissaga folguerolenca (1721-1785). Ausa xix, 145 (2000), p. 195-216.
- Quatre retaules més de Josep Pujol. Ausa xii 158 (2006) p. 551-561.
- amb AV, Folgueroles, Societat i vida d'un poble. Eumo Editorial 2000.
- amb J. Bosch i J. Adam Els Pujol, una nissaga d'escultors de gust barroc. Quaderns de la Confraria dels Colls, 2009.
- amb S. Ponce, L'únic soldat. Memòries de Josep Teixidor. Ajuntament de Folgueroles, 2010.
- La Creu de la Culla. Deu textos, en vers i en prosa, d'una rondalla manresana. Ed. Zenobita, Manresa, 2015.
- Les Degollades de Folgueroles (1858). Un crim de violència masclista de ressò internacional.[11] E-MUSEUdelTER, 2023.[12]